# Ștefan Bănică Jr.
Ștefan Bănică Jr. (pronunciació en romanès: [ʃteˈfan bəˈnikə] ; Bucarest, 18 d'octubre de 1967) és un animador, presentador de televisió romanès, una de les personalitats de la televisió romanesa més importants, i fill de l'actor Ștefan Bănică Sr. En la seva primera carrera va protagonitzar un parell de pel·lícules romàntiques d'èxit (" Liceenii ", " Liceenii Rock'n'Roll "). És molt conegut a Romania per presentar la versió romanesa de " Dancing with the Stars ", la competició de dansa més longeva mai emesa a Romania, emesa a Pro TV i pel seu paper com a jutge de talent a The X Factor..
Més tard es va concentrar en la interpretació televisiva, interpretant el personatge de Ciupanezu a la sèrie de televisió "Băieți buni" ("Bons nois"), que es va emetre el 2005 a ProTV. L'any 2005, Bănică també va interpretar el paper de Billy Flynn a la versió escènica romanesa del musical de Chicago (basat en l'obra de Maurine Dallas Watkins) al National Theatre de Bucarest.
Va publicar diversos àlbums de música (comercialitzats com a rock'n'roll), i va fer una gira amb èxit pel país. El gener de 2006, es va casar amb la productora de televisió i presentadora de programes Andreea Marin. El gener de 2013 van anunciar el seu divorci en termes amistosos. Junts tenen una filla.
L'any 2006 l'artista va ser escollit per Disney Pixar per oferir la veu romanesa de Ramone a la pel·lícula d'animació Cars.

## Personatges al teatre
- Ell mateix – Drum spre adevăr / The Truth Way escrit per N. Munteanu, posat en escena per Adriana Popovici, 1987, Students' Theatre Casandra
- Nae Girimea – Dale carnavalului / Històries de carnaval escrites per IL Caragiale, posada en escena per Ion Cojar, 1989, Students' Theatre Casandra
- Algernon – Bună seara, d-le Wilde! / Bona tarda, senyor Wilde! escrit per Oscar Wilde, posat en escena per Ion Cojar, 1989, Students' Theatre Casandra
- Luca – Maidanul cu dragoste / Love on a Maydan escrit per GM Zamfirescu, posat en escena per Grigore Gonţa, 1990, The Small Theatre
- Sir Persant - Merlin escrit per Tankred Dorst, posat en escena per Cătălina Buzoianu, 1991, Bulandra Theatre
- Melchior – Deşteptarea primăverii / Spring Awakening escrit per Frank Wedekind, posat en escena per Liviu Ciulei, 1991, Bulandra Theatre
- Demetrius – Visul unei nopti de vară / A Midsummer Night's Dream escrit per William Shakespeare, posat en escena per Liviu Ciulei, 1992, Bulandra Theatre
- Florizel – Poveste de iarnă / The Winter's Tale escrit per William Shakespeare, posat en escena per Alexandru Darie, 1994, Bulandra Theatre
- Ionel - Domnişoara Nastasia / Missis Nastasia escrit per GM Zamfirescu, posat en escena per Horea Popescu, 1996, Teatrul Odeon
- Paul Bratter – Desculţi în parc / Barefoot in the Park escrit per Neil Simon, posat en escena per Dinu Manolache, 1996, Comedy Theatre- 1997, The Small Theatre
- Mr. White - Blanc i negre escrit per Watherhouse & Hall, posat en escena per Florian Pittiş, 1997, Bulandra Theatre
- Laertes - Hamlet escrit per William Shakespeare, posat en escena per Liviu Ciulei, 2000, Teatre Bulandra
- Feste, clown – A douasprezecea noapte / Twelfth Night escrit per William Shakespeare, posat en escena per Gelu Colceag, 2003, Comedy Theatre

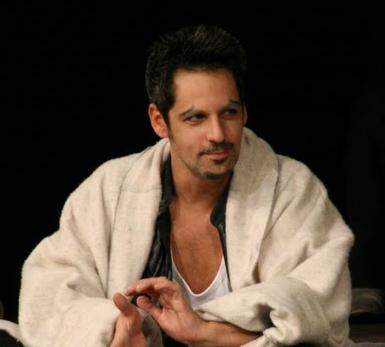
Bănică a l'obra "Revizorul" (2007)

- Billy Flynn, l'advocat - Chicago escrit per Maurine Dallas Watkins, posat en escena per Ricard Reguant Molinos, 2005, Teatre Nacional de Bucarest
- Hlestakov, inspector de Petersburg - L'inspector del govern de Gogol, posada en escena per Horatiu Malaele, 2006, Teatre de la Comèdia
- Paul Bratter – Desculţ în parc / Barefoot in the Park escrit per Neil Simon, posat en escena per Stefan Banica, 2009, The Operetta National Theatre “Ion Dacian”, Bucarest
- George – Cui ie frica de Virginia Woolf? / Qui té por de Virginia Woolf?, escrit per Edward Albee, posat en escena per Gelu Colceag, 2010, Comedy Theatre

## Pel·lícules
Banica ha actuat en diverses pel·lícules per al cinema o la televisió i una d'elles - Adolescents - és una de les pel·lícules més populars de la història del cinema romanès.
- Eroii nu au età / Ageless Heroes – Sèrie de televisió, dirigida per M. Constantinescu, 1984 (personatge: Guriţă)
- The Graduates - dirigida per Nicolae Corjos, 1986 (personatge: Mihai)
- Extemporal la dirigenţie - dirigida per Nicolae Corjos, 1987 (personatge: Mihai)
- Călătorie de neuitat / An Unforgettable Journey – Sèrie de televisió, dirigida per Geo Saizescu, 1988 (personatge: Ion)
- Liceenii rock'n'roll / Rock'n'Roll Teenagers – dirigida per Nicolae Corjos, 1990 (personatge: Mihai)
- Templul tăcerii / The Temple Of Silence - dirigida per George Busecan, 1992 (personatge: Alec)
- Omul Negru / The Man in Black - 50 min., musical, pel·lícula de televisió, produït i dirigit per Oana Ionescu, 1992 (personatges: l'home de negre, el turista)
- Cine la răpit pe Moş Crăciun? / Qui va segrestar el Pare Noel? – 50 min. musical, pel·lícula per a televisió, produït i dirigit per Oana Ionescu, 1992 (personatge: el detectiu)
- Triunghiul morţii / The Triangle Of Death - dirigida per Sergiu Nicolaescu, 1998 (personatge: Franz)
- Sexi harem Ada-Kaleh / Ada-Kaleh Sexy Harem – dirigida per Mircea Mureşan, 1999 (personatge: Gicu)
- Proprietari de stele / Owners Of Stars - dirigida per Savel Stiopu, 1999 (personatge: Dan)
- Băieţi buni / Good Guys – sèrie de televisió, 2005 (personatge: Ciupanezu')
- A Beautiful Life – dirigida per Alejandro Chomski, 2007
- Ho Ho Ho – dirigida per Jesús del Cerro, 2009

## Televisió
- Jutge del X Factor Romania (2014-present).
- Banica va ser l'amfitrió de la versió romanesa de "Dancing with the Stars" a PRO TV.
- Programes infantils
- Programes d'entreteniment a diversos canals de televisió romanesos (TVR 1, TVR 2, ANTENA 1, TELE 7abc, PRO TV, PRIMA TV)
- 10 programes de televisió: duet Popeasca & Bănică (TVR, ANTENA 1, PRO TV)
- Participació a tots els programes d'alta valoració de tots els canals de televisió
- Presentador del concurs d'espectacles "21" (TVR, 1999)
- Publicitat i publicitat (DERO) 1999–2003
- Director d'escena, introductor i compositor de la banda sonora "Dansez pentru tine" - versió romanesa de Dancing with the Stars (PRO TV) 2005-actualitat

## Ràdio
- Radiodifusió Teatre
- Boemii / The Bohemians - posada en escena per Ion Vova
- Presentador i productor dels espectacles:
- Ness Caffe Brasero (Ràdio 21)- 1996–1998;
- Bonsoir (Radio Romantic)- 2000–2002

## Música
Compositor, escriptor de textos, arranjador d'obres musicals. Amb l'acompanyament musical de les bandes The 50s i Rock'n'roll. Aquestes bandes han estat creades per ell mateix l'any 1994.

### 14 discos d'autor
- "Un actor/ un rock'n'roll / An actor / a rock'n'roll" – cinta d'àudio, 1992, DRĂGAN MUSIC
- "Te rock...frumos / I rock you... nicely" - CD i cinta d'àudio, 1996, ROTON
- „Cel de acum / The one from now” – CD i cinta d'àudio, 2000, MEDIAPRO MUSIC
- „Doar un Crăciun cu tine / Only one Christmas with you” – CD i cinta d'àudio, 2000, MEDIAPRO MUSIC
- "De dragoste... in toate felurile / Of love... in all ways" - CD i cinta d'àudio, 2001, CAT MUSIC
- "Stefan Bănică jr. în concert / Concert amb Stefan Bănică jr.” – CD i cinta d'àudio 2003, CAT MUSIC
- „Zori de zi / Sunrise” – CD i cinta d'àudio, 2003, CAT MUSIC
- „Duet / Duets” – CD i cinta d'àudio, 2005, CAT MUSIC / „Numele teu / Your name” – CD i cinta d'àudio, 2005, CAT MUSIC
- “Marile hituri” / “The greatest hits”, CD + DVD 2007, CAT MUSIC
- "Împreună / Junts", CD, 2007, Roton
- “Toata lumea danseaza / Everybody dance”, CD, 2009, edició especial de National Journal
- “Un Craciun cu Stefan Banica / A Christmas with Stefan Banica”, CD, 2009, MediaPro Music
- “Super-love”, CD i VINIL, 2010, MediaPro Music
- “Altceva”, CD, 2012, MediaPro Music
- DVD - „Concert extraordinari Ştefan Bănică jr en directe la Sala Palatului / Concert extraordinari Ştefan Bănică jr en viu a la Sala Palatului„ - DVD, 2004, Vídeo PRO
- DVD - „10 Ani - Live la Sala Palatului„ - DVD, 2011 PRO Video

### Vídeos musicals
- Te iubesc ca un bleg / I love you like a sissy, posat en escena per Ştefan Bănică jr, 1990, posat en escena per Oana Ionescu (TVR1) - àlbum “Un actor/un rock'n'roll / An actor / a rock'n'roll ”
- Cristina, 1992, posada en escena per Oana Ionescu, (TVR1)
- Omul Negru / The Man in Black, 1992, posada en escena per Oana Ionescu, (TVR1)
- Rodica, posada en escena per Ştefan Bănică jr, 1997 - àlbum "Te rock...frumos / I rock you... nicely"
- Poveste / Story, posat en escena per Petre Nastase, 2000 - disc “ Cel de acum /The one from now”
- Doar un Crăciun cu tine / Only a Christmas with you, posat en escena per Petre Nastase, 2000 - àlbum “Doar un Crăciun cu tine / Only a Christmas with you”
- Mi-e dor de ochii tăi / I miss your eyes, posada en escena per Petre Nastase, 2001- àlbum “Cel de acum / The one from now”
- Găseşte-mi loc în inima ta / Troba'm un lloc al teu cor, posat en escena per Bogdan Toader, 2001 - àlbum “De dragoste...în toate feluriles / Of love... in all ways”
- Te iubesc, femeie / T'estimo, dona, posada en escena per Bogdan Toader i Ştefan Bănică jr, 2002 - àlbum “Of love... in all ways”
- Ăsta-s eu / That's me, posat en escena per Bogdan Toader i Ştefan Bănică jr, 2002 - àlbum "Of love... in all ways"
- Încă o zi / One more day, posat en escena per Bogdan Toader i Ştefan Bănică jr, 2002 - àlbum “Of love... in all ways”
- Poveste Rock'n'Roll / Rock'n'Roll story, posat en escena per Bogdan Toader, 2003 - àlbum “Ştefan Bănică jr în concert / Concert with Ştefan Bănică jr”
- Vorbe-n vânt / It's will all talk, posat en escena per Bogdan Toader i Ştefan Bănică jr, 2003 - àlbum bonus "Zori de zi / Sunrise"
- Sóc tan aştept mereu / L'esperaré sempre, posada en escena per Dragoş Buliga, 2003 - àlbum "Zori de zi / Sunrise"
- Iubeşte-o sincer / Love her sincerely, posada en escena per Dragoş Buliga, 2004 - àlbum "Zori de zi / Sunrise"
- Veta, posada en escena per Bogdan Toader i Ştefan Bănică jr, 2004 - àlbum “Zori de zi / Sunrise”
- Doar o dată-i Crăciunul / Només una vegada és Nadal, posat en escena per Bogdan Toader i Ştefan Bănică jr, 2004 - àlbum de bonus track “Zori de zi / Sunrise”
- Numele teu / Your name, posat en escena per Eduardo Vasquez, 2005 - àlbum “Numele teu / Your name”
- Cum am arribat sa te iubesc / How I Ended up loving you, posada en escena per Petre Nastase, 2006 - disc “Duete / Duets”
- Toata lumea danseaza / Everybody dance, 2007
- So facem lată / Fem una festa dura, posada en escena per Iulian Moga, 2007- àlbum "Împreună / Together"
- Tu si eu / Tu i jo - àlbum "Împreună / Junts", 2008
- Danseaza baba / La vella balla, 2008
- Epíleg / Epílogo, 2009
- Super-amor, 2010

### CONCERTS
- més de 1000 concerts arreu del país;
- més de 150.000 espectadors que van comprar entrades als seus concerts;
- des de 1994 fins a l'actualitat, ja va actuar en més de 30 concerts “esgotats” a la Sala Palatului, un edifici de concerts molt conegut i més gran del país.
- 1994 - ÎNTRE PRIETENI / ENTRE AMICS
- 1994 - ROCK'N'ROLL ÎNTRE PRIETENI / ROCK'N'ROLL AMONGST FRIENDS (2 concerts)
- 1995 - GALELE 7ABC / THE GALAS 7 ABC
- 2001 – DERO CK'N'ROLL – POVESTEA UNEI SERI DE MAI / DERO CK'N'ROLL – CONTE DE LA TARDE DEL MAIG
- 2002 - GĂSEŞTE-MI LOC ÎN INIMA TA / FIND ME A PLACE IN YOUR HEART (2 concerts)
- 2002 - ÎNCĂ O ZI / UN DIA MÉS
- 2003 - ZORI DE ZI / SUNRISE (2 concerts)
- 2004 - DOAR O DATĂ-I CRĂCIUNUL / ONLY OCE IT'S NADAL (3 concerts)
- 2005 - DUETE DE CRĂCIUN / DUETS AT CHRISTMAS (3 concerts)
- 2006 - CONCERT EXTRAORDINAR DE CRACIUN / GRAN CONCERT/PERFORMANCE DE NADAL (5 concerts)
- 2006 - CONCERT A HYDE PARK DE LONDON - va cantar amb la soprano Angela Gheorghiu l'obra "Your Name", la variant simfònica del pop-rock
- 2007 - ÎMPREUNĂ DE CRĂCIUN / TOGETHER FOR NADAL (6 concerts)
- 2008 - CONCERT EXTRAORDINAR DE CRACIUN / GRAN CONCERT DE NADAL / ACTUACIÓ (7 concerts consecutius - un autèntic rècord a Romania)
- 2009 - CONCERT EXTRAORDINAR DE CRACIUN / GRAN CONCERT DE NADAL / ACTUACIÓ (6 concerts consecutius)

### Concerts en directe emesos per televisió
§ “Festival Mamaia / Mamaia Festival”- 1992, 2002, 2004 (TVR);
- “Cerbul de Aur“ / The Golden Stag – 1997, 2003, 2008 (TVR);
- "Galele Tele7abc / The Galas of Tele 7 abc" - 1995, 1998 (Tele 7 abc) ;
- "Camel Planet" - 1997 (TVR) ;
- “Povestea unei seri de mai / Evening story on May“ – 2001 (ANTENA1);
- “Găseşte-mi loc în inima ta / Find me a place in your heart“- 2002 (PRIMA TV);
- “Ăsta-s eu / That’s me“ - 2002 (ANTENA1);
- “Vorbe-n vânt / Tot es parlarà” - 2003 (ANTENA 1)
- "Zori de zi / Sunrise" - 2003 (Pro TV)

§ "Doar o data-i Craciunul / Només una vegada és Nadal" - 2004 (Pro TV)
§ "Duete de Craciun / Duets at Christmas" - 2005 (Pro TV)
§ "Concert extraordinari de Craciun / Great Christmas Concert/Performance" - 2006 (Pro TV)
§ "Impreuna de Craciun / Together for Christmas" - 2007 (Pro TV)
§ "Concert extraordinari de Craciun / Great Christmas Concert/Performance" - 2008 (Pro TV)
- "Concert extraordinari de Craciun / Gran Concert de Nadal / Actuació" - 2009 (Pro TV)
- "Concert extraordinari de Craciun / Gran Concert de Nadal / Actuació" - 2010 (Pro TV)
- "Concert extraordinari de Craciun / Gran Concert de Nadal / Actuació" - 2011 (Pro TV)
- "Concert extraordinari de Craciun / Gran Concert de Nadal / Actuació" - 2012 (Pro TV)
- "Concert extraordinari de Craciun / Gran Concert de Nadal / Actuació" - 2013 (Pro TV)
- "Concert extraordinari de Craciun / Gran Concert de Nadal / Actuació" - 2014 (ANTENA 1)

### Concerts de Nadal
Cada any des del 2002 Banica ha actuat en els concerts de Nadal més populars de Romania.
- “Încă o zi / One more day“, 2002 (PRO TV);
- “Zori de zi / Sunrise“, 2003(PRO TV);
- “Doar o dată-i Crăciunul / Només una vegada és Nadal“, 2004 (PRO TV);
- "Duete de Crăciun / Duets at Christmas", 2005 (PRO TV)
- "Concert extraordinar de Crăciun / Great Christmas Concert/Performance", 2006 (PRO TV)
- "Împreună de Crăciun / Junts per Nadal", 2007 (PRO TV)
- "Concert extraordinari de Craciun / Gran Concert de Nadal / Actuació" - 2008 (Pro TV)
- "Concert extraordinari de Craciun / Gran Concert de Nadal / Actuació" - 2009 (Pro TV)
- "Concert extraordinari de Craciun / Gran Concert de Nadal / Actuació" - 2010 (Pro TV)
- "Concert extraordinari de Craciun / Gran Concert de Nadal / Actuació" - 2011 (Pro TV)
- "Concert extraordinari de Craciun / Gran Concert de Nadal / Actuació" - 2012 (Pro TV)
- "Concert extraordinari de Craciun / Gran Concert de Nadal / Actuació" - 2013 (Pro TV)
- "Concert extraordinari de Craciun / Gran Concert de Nadal / Actuació" - 2014 (Antena 1)

## Premis
1987 - Premi ACIN d'interpretació (per al personatge Mihai a la pel·lícula Liceenii / The Teenagers)
1995 – El millor programa de televisió d'entreteniment - Ceaiul de l'ora 5 / Five o'clock tea
1998 - El millor duet musical satíric de televisió - Popeasca & Bănică, Moftul român / Mood Romanian
1999 – El premi Grans duos de les petites pantalles - Popeasca & Bănică
1999 – Millor cantant de rock, District-Dialog
2000 – Primer classificat, secció de música pop, Festival de Mamaia
2001 – El millor àlbum de pop-rock - “De dragoste…în toate felurile / Of love... in all ways“, Premis de la indústria musical romanesa
2002 – Primer classificat, secció de música pop, Festival de Mamaia
2002 – La millor cantant, Ràdio Romania
2002 - L'artista de l'any, Ràdio Romania
2002 - La cantant més estimada, Ràdio Bucarest
2002 - La cantant més estimada, Sorpresa, Sorpresa / Sorpreses, Sorpreses, TVR
2002 - DOBLE DISC D'OR I DISC DE PLATÍ - "De dragoste... în toate felurile / Of love... in all ways"
2003 – Premi TV K Lumea
2003 – La millor cantant, Ràdio Romania
2003 – L'estrella de l'any, Actualitat musical
2004 - MILLOR INTÉRPRET DE MÚSICA SOLO, PREMIS MTV ROMANIA MUSIC AWARDS
2004 - La cantant més estimada, Sorpresa, Sorpresa / Sorpreses, Sorpreses, TVR
2004 – Ordre Grau de Cavaller, Presidència de Romania
2004 - DISC D'OR - „Zori de zi / Sunrise”
2005 - El grup de pop, rock i dansa més estimat - Ştefan Bănică jr. i Rock'n'roll Band – premi rebut dins del programa de "Cei mai iubiţi / The most loved", TVR
2005 – La cançó més popular de l'any 2005 - Veta – premi rebut dins del programa "Cei mai iubiţi / The most loved", TVR
2006 - El millor intèrpret musical solista - Ştefan Bănică jr. ("Numele teu / El teu nom") - MTV Romania Music Awards
2006 i 2007 - Revista TV Mania - Millor programa de televisió per a gent normal - " Dansez pentru tine (Balling for you)" -Pro TV
2007 - MTV - Millor cançó - Stefan Banica Jr amb Stefan Banica Senior - Cum am ajuns să te iubesc (How did I get to love you); Millor artista/intèrpret solista - Toată lumea dansează (Tothom balla); Millor actuació en directe
2008 - Radio Romania Actualitati - millor intèrpret ; millor disc pop – Impreuna / Together
2008 – “Gala de les celebritats de l'any”– Stefan Banica – El cantant de l'any
2009 – Premis VIP – millor producció teatral per “Barrefoot in the park”
2009 – “Gala de les celebritats de l'any”– Stefan Banica - El cantant de l'any
2009 – Premis VIP – el millor espectacle musical de Romania – Stefan Banica